# Hengshishui
Hengshishui är en köping i sydöstra Kina. Den ligger i Yingde i staden Qingyuan i provinsen Guangdong, omkring 150 kilometer norr om provinshuvudstaden Guangzhou. Antalet invånare är 27 617. Befolkningen består av 13 516 kvinnor och 14 101 män. Barn under 15 år utgör 23,0 %, vuxna 15-64 år 67 %, och äldre över 65 år 8,0 %.